# La Pobla de Montornès
La Pobla de Montornès (em catalão e oficialmente), Puebla de Montornés ou  Pobla de Montornés (em castelhano) é um município da Espanha na comarca de Tarragonès, província de Tarragona, comunidade autónoma da Catalunha. Tem 12,3 km² de área e em 2021 tinha 2 999 habitantes (densidade: 243,8 hab./km²).

## Demografia
| Variação demográfica do município entre 1991 e 2004 [carece de fontes?] | Variação demográfica do município entre 1991 e 2004 [carece de fontes?] | Variação demográfica do município entre 1991 e 2004 [carece de fontes?] | Variação demográfica do município entre 1991 e 2004 [carece de fontes?] |
| ----------------------------------------------------------------------- | ----------------------------------------------------------------------- | ----------------------------------------------------------------------- | ----------------------------------------------------------------------- |
| 1991                                                                    | 1996                                                                    | 2001                                                                    | 2004                                                                    |
| 926                                                                     | 1115                                                                    | 1522                                                                    | 1882                                                                    |